# Le Ride

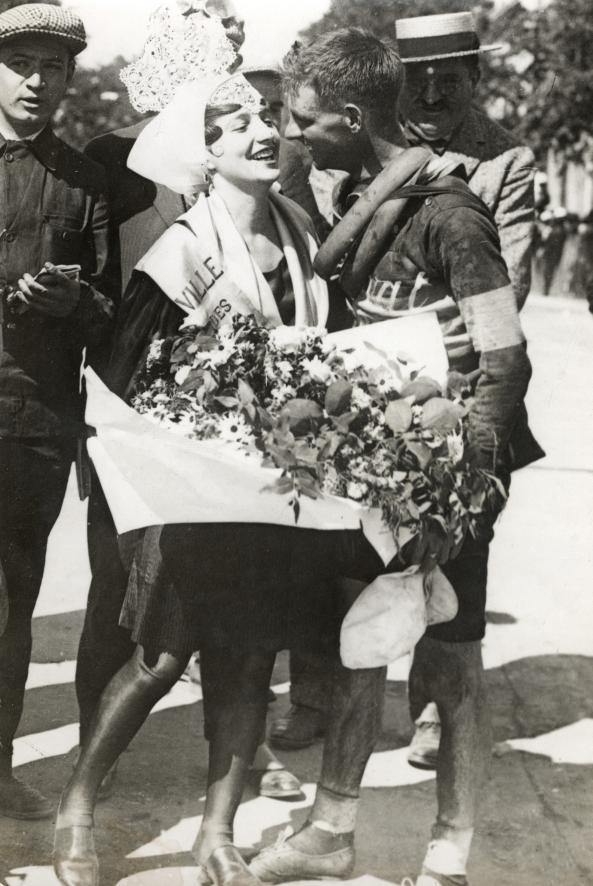
Hubert Opperman lors du Tour 1928.

Le Ride est un documentaire américano-franco-néo-zélandais réalisé par Phil Keoghan en 2016 et sorti en 2017 en salles.

## Synopsis
Le Ride raconte l'histoire de la petite équipe australienne Ravat-Wonder de quatre coureurs ayant participé au Tour de France 1928. L'équipe était composée du coureur néo-zélandais Harry Watson et des trois Australiens Hubert Opperman, Percy Osborn et Ernie Bainbridge. Ils furent les premiers anglophones à participer au Tour de France.

## Présentation
Le réalisateur Phil Keoghan a réalisé le parcours original en 22 étapes en 26 jours (comme à l'époque) : il a fait ce parcours en 2013 en compagnie de Ben Cornell, utilisant des vélos d'époque, dans le cadre de The Amazing Race.
Le film a été présenté en avant-première à Christchurch (ville natale d'Harry Watson), en juillet 2016,.